# Élections cantonales de 1976 dans le Finistère
Les élections cantonales françaises de 1976 ont eu lieu les 7 et 14 mars 1976.

## Contexte départemental

### Assemblée départementale sortante
| Parti                                            | Sigle | Élus |
| ------------------------------------------------ | ----- | ---- |
| Majorité (25 sièges)                             |       |      |
| Centre démocrate                                 | CD    | 12   |
| Républicains indépendants                        | RI    | 5    |
| Centre national des indépendants et paysans      | CNIP  | 4    |
| Centre démocratie et progrès                     | CDP   | 2    |
| Parti républicain, radical et radical-socialiste | Rad.  | 2    |
| Gauche (17 sièges)                               |       |      |
| Parti socialiste                                 | PS    | 11   |
| Parti communiste français                        | PCF   | 5    |
| Parti socialiste unifié                          | PSU   | 1    |
| Gaulliste (6 sièges)                             |       |      |
| Union des démocrates pour la République          | UDR   | 6    |
| Président du conseil Général                     |       |      |
| André Colin (CD)                                 |       |      |

## Résultats à l’échelle du département

### Résultats en nombre de sièges
| Parti | Sièges mis en jeu | Élus | Évolution |
| ----- | ----------------- | ---- | --------- |
| PS    | 4                 | 6    | +2        |
| PCF   | 3                 | 2    | -1        |
| PSU   | 1                 | 0    | -1        |
| PR    | 2                 | 0    | -2        |
| CNIP  | 0                 | 1    | +1        |
| CD    | 7                 | 8    | +1        |
| RI    | 2                 | 2    | =         |
| UDR   | 6                 | 6    | =         |

### Assemblée départementale élue
| Parti                                            | Sigle | Élus |
| ------------------------------------------------ | ----- | ---- |
| Majorité (25 sièges)                             |       |      |
| Centre démocrate                                 | CD    | 13   |
| Centre national des indépendants et paysans      | CNIP  | 5    |
| Républicains indépendants                        | RI    | 5    |
| Centre démocratie et progrès                     | CDP   | 2    |
| Parti républicain, radical et radical-socialiste | Rad.  | 0    |
| Gauche (17 sièges)                               |       |      |
| Parti socialiste                                 | PS    | 13   |
| Parti communiste français                        | PCF   | 4    |
| Parti socialiste unifié                          | PSU   | 0    |
| Opposition gaulliste (6 sièges)                  |       |      |
| Union des démocrates pour la République          | UDR   | 6    |
| Président du conseil général                     |       |      |
| André Colin (CD)                                 |       |      |

## Résultats par canton

### Canton de Brest-III (ex 1)
| Candidats | Candidats            | Étiquette | Premier tour | Premier tour |
| Candidats | Candidats            | Étiquette | Voix         | %            |
| --------- | -------------------- | --------- | ------------ | ------------ |
|           | Michel de Bennetot * | UDR       | 5 054        | 53,81        |
|           | Pierre Maille        | PS        | 2 726        | 29,02        |
|           | Yvonne Lagadec       | PCF       | 2 362        | 25,14        |
|           | François Morvannou   | UDB       | 610          | 6,49         |
|           |                      |           |              |              |
| Inscrits  | Inscrits             | Inscrits  | 18 308       | 100,00       |
| Votants   | Votants              | Votants   | 9 531        | 52,59        |
| Exprimés  | Exprimés             | Exprimés  | 9 392        | 98,54        |

*sortant

### Canton de Brest-V
| Candidats | Candidats          | Étiquette | Premier tour | Premier tour | Second tour | Second tour |
| Candidats | Candidats          | Étiquette | Voix         | %            | Voix        | %           |
| --------- | ------------------ | --------- | ------------ | ------------ | ----------- | ----------- |
|           | Joseph Gourmelon * | PS        | 3 397        | 41,84        | 5 272       | 63,87       |
|           | Joseph Tanguy      | App.RI    | 2 913        | 35,87        | 2 982       | 36,13       |
|           | Louis Aminot       | PCF       | 1 810        | 22,29        |             |             |
|           |                    |           |              |              |             |             |
| Inscrits  | Inscrits           | Inscrits  | 15 155       | 100,00       | 15 155      | 100,00      |
| Votants   | Votants            | Votants   | 8 246        | 54,41        | 8 394       | 55,39       |
| Exprimés  | Exprimés           | Exprimés  | 8 120        | 98,47        | 8 254       | 98,33       |

*sortant

### Canton de Brest-VII
| Candidats | Candidats       | Étiquette | Premier tour | Premier tour |
| Candidats | Candidats       | Étiquette | Voix         | %            |
| --------- | --------------- | --------- | ------------ | ------------ |
|           | Michel Briand * | UDR       | 5 708        | 50,39        |
|           | Jean Roudot     | PS        | 3 540        | 31,25        |
|           | Guy Liziar      | PCF       | 2 079        | 18,35        |
|           |                 |           |              |              |
| Inscrits  | Inscrits        | Inscrits  | 17 595       | 100,00       |
| Votants   | Votants         | Votants   | 11 576       | 65,79        |
| Exprimés  | Exprimés        | Exprimés  | 11 327       | 97,85        |

*sortant

### Canton de Briec
| Candidats | Candidats        | Étiquette | Premier tour | Premier tour |
| Candidats | Candidats        | Étiquette | Voix         | %            |
| --------- | ---------------- | --------- | ------------ | ------------ |
|           | Pierre Stéphan * | CD        | 3 568        | 80,41        |
|           | René Deniel      | PS        | 512          | 11,53        |
|           | Marcel Tilly     | PCF       | 357          | 8,04         |
|           |                  |           |              |              |
| Inscrits  | Inscrits         | Inscrits  | 5 882        | 100,00       |
| Votants   | Votants          | Votants   | 4 558        | 77,40        |
| Exprimés  | Exprimés         | Exprimés  | 4 437        | 97,35        |

*sortant

### Canton de Châteaulin
| Candidats | Candidats          | Étiquette | Premier tour | Premier tour |
| Candidats | Candidats          | Étiquette | Voix         | %            |
| --------- | ------------------ | --------- | ------------ | ------------ |
|           | Édouard Le Jeune * | CD        | 6 101        | 66,41        |
|           | Hervé Mao          | PS        | 2 163        | 23,54        |
|           | André Nédelec      | PCF       | 924          | 10,06        |
|           |                    |           |              |              |
| Inscrits  | Inscrits           | Inscrits  | 12 556       | 100,00       |
| Votants   | Votants            | Votants   | 9 366        | 74,59        |
| Exprimés  | Exprimés           | Exprimés  | 9 188        | 98,01        |

*sortant

### Canton de Châteauneuf-du-Faou
| Candidats | Candidats       | Étiquette | Premier tour | Premier tour | Second tour | Second tour |
| Candidats | Candidats       | Étiquette | Voix         | %            | Voix        | %           |
| --------- | --------------- | --------- | ------------ | ------------ | ----------- | ----------- |
|           | Louis Hémery *  | PCF       | 2 846        | 34,19        | 4 512       | 49,63       |
|           | Jean Hourmant   | CNIP      | 2 303        | 27,67        | 4 579       | 50,37       |
|           | Georges Le Meur | CD        | 1 844        | 22,15        |             |             |
|           | Hervé Le Page   | PS        | 1 012        | 12,16        |             |             |
|           | Jean Puillandre | SAV       | 309          | 3,71         |             |             |
|           |                 |           |              |              |             |             |
| Inscrits  | Inscrits        | Inscrits  | 12 193       | 100,00       | 12 189      | 100,00      |
| Votants   | Votants         | Votants   | 8 424        | 69,09        | 9 484       | 77,81       |
| Exprimés  | Exprimés        | Exprimés  | 8 314        | 98,69        | 9 091       | 95,86       |

*sortant

### Canton de Douarnenez
| Candidats | Candidats      | Étiquette | Premier tour | Premier tour | Second tour | Second tour |
| Candidats | Candidats      | Étiquette | Voix         | %            | Voix        | %           |
| --------- | -------------- | --------- | ------------ | ------------ | ----------- | ----------- |
|           | Guy Guermeur * | UDR       | 6 838        | 49,08        | 7 982       | 53,08       |
|           | Michel Mazéas  | PCF       | 4 990        | 35,82        | 7 057       | 46,92       |
|           | Jean Peuziat   | PS        | 2 104        | 15,10        |             |             |
|           |                |           |              |              |             |             |
| Inscrits  | Inscrits       | Inscrits  | 19 635       | 100,00       | 19 632      | 100,00      |
| Votants   | Votants        | Votants   | 14 122       | 71,92        | 15 282      | 77,84       |
| Exprimés  | Exprimés       | Exprimés  | 13 932       | 98,66        | 15 039      | 98,41       |

*sortant

### Canton du Faou
Suzanne Ploux (UDR) élue depuis 1955, ne se représente pas.
| Candidats | Candidats        | Étiquette | Premier tour | Premier tour |
| Candidats | Candidats        | Étiquette | Voix         | %            |
| --------- | ---------------- | --------- | ------------ | ------------ |
|           | Jean Crenn       | UDR (*)   | 2 035        | 54,04        |
|           | Jean Poudoullec  | PS        | 1 365        | 36,25        |
|           | Christian Cornet | PCF       | 366          | 9,72         |
|           |                  |           |              |              |
| Inscrits  | Inscrits         | Inscrits  | 5 585        | 100,00       |
| Votants   | Votants          | Votants   | 3 824        | 68,47        |
| Exprimés  | Exprimés         | Exprimés  | 3 766        | 98,48        |

*sortant

### Canton d'Huelgoat
| Candidats | Candidats          | Étiquette | Premier tour | Premier tour |
| Candidats | Candidats          | Étiquette | Voix         | %            |
| --------- | ------------------ | --------- | ------------ | ------------ |
|           | Alphonse Penven *  | PCF       | 2 655        | 66,23        |
|           | Céline Rolland     | PS        | 906          | 22,60        |
|           | Marie-Hélène Melou | UDB       | 448          | 11,18        |
|           |                    |           |              |              |
| Inscrits  | Inscrits           | Inscrits  | 5 862        | 100,00       |
| Votants   | Votants            | Votants   | 4 228        | 72,13        |
| Exprimés  | Exprimés           | Exprimés  | 4 009        | 94,82        |

*sortant

### Canton de Landerneau
| Candidats | Candidats             | Étiquette | Premier tour | Premier tour |
| Candidats | Candidats             | Étiquette | Voix         | %            |
| --------- | --------------------- | --------- | ------------ | ------------ |
|           | Théophile Le Borgne * | RI        | 5 884        | 57,17        |
|           | Loïc Besnard          | PS        | 3 405        | 33,37        |
|           | Marie-Cécile Meurice  | PCF       | 692          | 6,78         |
|           | Joseph Abiven         | DVD       | 272          | 2,67         |
|           |                       |           |              |              |
| Inscrits  | Inscrits              | Inscrits  | 14 525       | 100,00       |
| Votants   | Votants               | Votants   | 10 368       | 71,38        |
| Exprimés  | Exprimés              | Exprimés  | 10 203       | 98,41        |

*sortant

### Canton de Landivisiau
| Candidats | Candidats         | Étiquette | Premier tour | Premier tour |
| Candidats | Candidats         | Étiquette | Voix         | %            |
| --------- | ----------------- | --------- | ------------ | ------------ |
|           | Yves Cabioch *    | CD        | 4 721        | 68,53        |
|           | Jean-Claude Séité | PS        | 1 907        | 27,68        |
|           | Claude Couanne    | PCF       | 261          | 3,79         |
|           |                   |           |              |              |
| Inscrits  | Inscrits          | Inscrits  | 9 787        | 100,00       |
| Votants   | Votants           | Votants   | 7 107        | 72,62        |
| Exprimés  | Exprimés          | Exprimés  | 6 899        | 97,07        |

*sortant

### Canton de Lesneven
| Candidats | Candidats        | Étiquette | Premier tour | Premier tour |
| Candidats | Candidats        | Étiquette | Voix         | %            |
| --------- | ---------------- | --------- | ------------ | ------------ |
|           | Étienne Airiau * | RI        | 7 320        | 72,85        |
|           | Germaine Jaffres | PS        | 2 358        | 23,47        |
|           | Pierre Jubil     | PCF       | 370          | 3,68         |
|           |                  |           |              |              |
| Inscrits  | Inscrits         | Inscrits  | 14 379       | 100,00       |
| Votants   | Votants          | Votants   | 10 209       | 71,00        |
| Exprimés  | Exprimés         | Exprimés  | 10 048       | 98,42        |

*sortant

### Canton de Morlaix
Roger Prat (PSU), ne se représente pas.
| Candidats | Candidats           | Étiquette | Premier tour | Premier tour | Second tour | Second tour |
| Candidats | Candidats           | Étiquette | Voix         | %            | Voix        | %           |
| --------- | ------------------- | --------- | ------------ | ------------ | ----------- | ----------- |
|           | Jean Mazéas         | UDR       | 4 310        | 37,02        | 5 490       | 42,33       |
|           | Jean-Jacques Cléach | PS        | 3 603        | 30,95        | 7 301       | 57,67       |
|           | Alain David         | PCF       | 1 924        | 16,53        |             |             |
|           | Michel Marzin       | PSU       | 1 497        | 12,86        |             |             |
|           | André Cornet        | UDB       | 308          | 2,65         |             |             |
|           |                     |           |              |              |             |             |
| Inscrits  | Inscrits            | Inscrits  | 17 530       | 100,00       | 17 530      | 100,00      |
| Votants   | Votants             | Votants   | 11 837       | 67,52        | 12 968      | 73,98       |
| Exprimés  | Exprimés            | Exprimés  | 11 642       | 98,35        | 12 791      | 98,64       |

*sortant

### Canton d'Ouessant
André Colin (CD), président du Conseil Général depuis 1964 est réélu.
| Candidats | Candidats         | Étiquette | Premier tour | Premier tour |
| Candidats | Candidats         | Étiquette | Voix         | %            |
| --------- | ----------------- | --------- | ------------ | ------------ |
|           | André Colin *     | CD        | 589          | 68,49        |
|           | François Pellenec | PS        | 222          | 25,81        |
|           | Alain Le Goullon  | PCF       | 49           | 5,70         |
|           |                   |           |              |              |
| Inscrits  | Inscrits          | Inscrits  | 1 222        | 100,00       |
| Votants   | Votants           | Votants   | 874          | 71,52        |
| Exprimés  | Exprimés          | Exprimés  | 860          | 98,40        |

*sortant

### Canton de Plogastel-Saint-Germain
| Candidats | Candidats       | Étiquette | Premier tour | Premier tour |
| Candidats | Candidats       | Étiquette | Voix         | %            |
| --------- | --------------- | --------- | ------------ | ------------ |
|           | Armand Pavec *  | CD        | 5 722        | 59,54        |
|           | Marcel Le Floch | PS        | 2 455        | 25,55        |
|           | André Bernard   | PCF       | 1 433        | 14,91        |
|           |                 |           |              |              |
| Inscrits  | Inscrits        | Inscrits  | 13 287       | 100,00       |
| Votants   | Votants         | Votants   | 9 713        | 73,10        |
| Exprimés  | Exprimés        | Exprimés  | 9 610        | 98,94        |

*sortant

### Canton de Ploudiry
| Candidats | Candidats         | Étiquette | Premier tour | Premier tour |
| Candidats | Candidats         | Étiquette | Voix         | %            |
| --------- | ----------------- | --------- | ------------ | ------------ |
|           | Pierre Abéguilé * | CD        | 1 569        | 72,24        |
|           | Roger Bras        | PS        | 480          | 22,10        |
|           | Michel Hervé      | PCF       | 123          | 5,66         |
|           |                   |           |              |              |
| Inscrits  | Inscrits          | Inscrits  | 2 765        | 100,00       |
| Votants   | Votants           | Votants   | 2 209        | 79,89        |
| Exprimés  | Exprimés          | Exprimés  | 2 172        | 98,33        |

*sortant

### Canton de Plouigneau
| Candidats | Candidats        | Étiquette | Premier tour | Premier tour | Second tour | Second tour |
| Candidats | Candidats        | Étiquette | Voix         | %            | Voix        | %           |
| --------- | ---------------- | --------- | ------------ | ------------ | ----------- | ----------- |
|           | Jacques Tilly    | RI        | 1 930        | 36,61        | 2 411       | 42,92       |
|           | René Le Nagard   | PCF       | 1 728        | 32,78        | 3 305       | 57,08       |
|           | Armand Berthou * | PS        | 1 614        | 30,62        |             |             |
|           |                  |           |              |              |             |             |
| Inscrits  | Inscrits         | Inscrits  | 6 994        | 100,00       | 6 994       | 100,00      |
| Votants   | Votants          | Votants   | 5 421        | 77,51        | 5 747       | 82,17       |
| Exprimés  | Exprimés         | Exprimés  | 5 272        | 97,25        | 5 616       | 97,72       |

*sortant

### Canton de Pont-Aven
| Candidats | Candidats       | Étiquette | Premier tour | Premier tour |
| Candidats | Candidats       | Étiquette | Voix         | %            |
| --------- | --------------- | --------- | ------------ | ------------ |
|           | Louis Orvoën *  | CD        | 4 192        | 51,62        |
|           | Francis Le Moal | PS        | 2 912        | 35,86        |
|           | Henri Prigent   | PCF       | 1 017        | 12,52        |
|           |                 |           |              |              |
| Inscrits  | Inscrits        | Inscrits  | 12 911       | 100,00       |
| Votants   | Votants         | Votants   | 8 248        | 63,88        |
| Exprimés  | Exprimés        | Exprimés  | 8 121        | 98,46        |

*sortant

### Canton de Quimper-1
| Candidats | Candidats          | Étiquette | Premier tour | Premier tour |
| Candidats | Candidats          | Étiquette | Voix         | %            |
| --------- | ------------------ | --------- | ------------ | ------------ |
|           | Marc Bécam *       | UDR       | 6 352        | 52,06        |
|           | Jean-Claude Joseph | PS        | 3 490        | 28,60        |
|           | Pierre Rainero     | PCF       | 2 360        | 19,34        |
|           |                    |           |              |              |
| Inscrits  | Inscrits           | Inscrits  | 19 146       | 100,00       |
| Votants   | Votants            | Votants   | 12 595       | 65,78        |
| Exprimés  | Exprimés           | Exprimés  | 12 199       | 96,86        |

*sortant

### Canton de Quimper-2
| Candidats | Candidats             | Étiquette | Premier tour | Premier tour | Second tour | Second tour |
| Candidats | Candidats             | Étiquette | Voix         | %            | Voix        | %           |
| --------- | --------------------- | --------- | ------------ | ------------ | ----------- | ----------- |
|           | Joseph Youinou        | PS        | 3 824        | 29,39        | 7 675       | 57,91       |
|           | André Paubert         | CD        | 3 174        | 24,39        | 6 579       | 42,09       |
|           | Jacques Guinebretière | UDR       | 2 802        | 21,53        |             |             |
|           | Julien Mérour         | PCF       | 2 337        | 17,96        |             |             |
|           | Marcel Auffret        | Rad/Dvg   | 875          | 6,73         |             |             |
|           |                       |           |              |              |             |             |
| Inscrits  | Inscrits              | Inscrits  | 20 505       | 100,00       | 20 505      | 100,00      |
| Votants   | Votants               | Votants   | 13 197       | 64,36        | 14 430      | 70,37       |
| Exprimés  | Exprimés              | Exprimés  | 13 012       | 98,60        | 14 254      | 98,78       |

*sortant

### Canton de Quimperlé
Jean Charter (Rad.) élu depuis 1960, ne se représente pas.
| Candidats | Candidats       | Étiquette | Premier tour | Premier tour |
| Candidats | Candidats       | Étiquette | Voix         | %            |
| --------- | --------------- | --------- | ------------ | ------------ |
|           | Louis Le Pensec | PS        | 4 717        | 52,80        |
|           | Loïc Daniel     | RI        | 1 818        | 20,35        |
|           | Jean Colas      | PCF       | 1 389        | 14,65        |
|           | Robert Lan      | Rad/Dvg   | 1 089        | 12,19        |
|           |                 |           |              |              |
| Inscrits  | Inscrits        | Inscrits  | 12 484       | 100,00       |
| Votants   | Votants         | Votants   | 9 003        | 72,12        |
| Exprimés  | Exprimés        | Exprimés  | 8 933        | 99,22        |

*sortant

### Canton de Saint-Renan
| Candidats | Candidats         | Étiquette | Premier tour | Premier tour |
| Candidats | Candidats         | Étiquette | Voix         | %            |
| --------- | ----------------- | --------- | ------------ | ------------ |
|           | André Cheminant * | RI ex UDR | 6 969        | 76,50        |
|           | Roger Abalain     | PS        | 1 685        | 18,50        |
|           | Robert Cleuziou   | PCF       | 456          | 5,01         |
|           |                   |           |              |              |
| Inscrits  | Inscrits          | Inscrits  | 13 003       | 100,00       |
| Votants   | Votants           | Votants   | 9 329        | 71,75        |
| Exprimés  | Exprimés          | Exprimés  | 9 110        | 97,65        |

*sortant

### Canton de Scaër
| Candidats | Candidats              | Étiquette | Premier tour | Premier tour | Second tour | Second tour |
| Candidats | Candidats              | Étiquette | Voix         | %            | Voix        | %           |
| --------- | ---------------------- | --------- | ------------ | ------------ | ----------- | ----------- |
|           | Pierre Fiche           | CD        | 2 593        | 43,86        | 3 294       | 52,79       |
|           | Christophe Poulichet * | PCF       | 2 129        | 36,01        | 2 946       | 47,21       |
|           | Marcel Gaonach         | PS        | 1 190        | 20,13        |             |             |
|           |                        |           |              |              |             |             |
| Inscrits  | Inscrits               | Inscrits  | 7 264        | 100,00       | 7 264       | 100,00      |
| Votants   | Votants                | Votants   | 5 979        | 82,31        | 6 313       | 86,91       |
| Exprimés  | Exprimés               | Exprimés  | 5 912        | 98,88        | 6 240       | 98,84       |

*sortant

### Canton de Sizun
| Candidats | Candidats          | Étiquette | Premier tour | Premier tour |
| Candidats | Candidats          | Étiquette | Voix         | %            |
| --------- | ------------------ | --------- | ------------ | ------------ |
|           | François Manac'h * | PS        | 2 094        | 91,80        |
|           | Jean-Louis Prigent | PCF       | 187          | 8,20         |
|           |                    |           |              |              |
| Inscrits  | Inscrits           | Inscrits  | 3 492        | 100,00       |
| Votants   | Votants            | Votants   | 2 408        | 68,96        |
| Exprimés  | Exprimés           | Exprimés  | 2 281        | 94,73        |

*sortant

### Canton de Taulé
| Candidats | Candidats         | Étiquette   | Premier tour | Premier tour | Second tour | Second tour |
| Candidats | Candidats         | Étiquette   | Voix         | %            | Voix        | %           |
| --------- | ----------------- | ----------- | ------------ | ------------ | ----------- | ----------- |
|           | Jean-Yves Corre * | PS (ex Rad) | 2 430        | 49,03        | 2 808       | 52,39       |
|           | Jean Trévien      | UDR         | 2 158        | 43,54        | 2 552       | 47,61       |
|           | René Le Bars      | PCF         | 368          | 7,43         |             |             |
|           |                   |             |              |              |             |             |
| Inscrits  | Inscrits          | Inscrits    | 6 767        | 100,00       | 6 766       | 100,00      |
| Votants   | Votants           | Votants     | 5 042        | 74,51        | 5 430       | 80,25       |
| Exprimés  | Exprimés          | Exprimés    | 4 956        | 98,29        | 5 360       | 98,71       |

*sortant